# Masaharu Yamamoto
Masaharu Yamamoto (japanisch 山本 雅晴, Yamamoto Masaharu; * 9. Oktober 2000) ist ein japanischer Biathlet und vormaliger Skilangläufer, der seit 2024 im Biathlon-Weltcup startet.

## Sportliche Laufbahn
Masaharu Yamamoto gab sein internationales Debüt im Dezember 2018 im Skilanglauf-Far-East-Cup und startete in dieser Sportart bis Anfang 2024 nahezu ausschließlich auf dieser Ebene. Nachdem er zunächst keine Rolle beim Kampf um vordere Platzierungen gespielt hatte, zeigte er im März 2022 in Sapporo auf und belegte über 15 Kilometer Freistil einen vierten Rang. Nachdem er kurz darauf auch ein FIS-Rennen für sich entscheiden konnte, steigerte sich der Japaner in der Saison 2022/23 erneut und erreichte, wieder in Sapporo, über 10 Kilometer in der freien Technik seinen ersten Podestplatz. Durchaus überraschend gewann Yamamoto außerdem hinter Takatsugu Uda die Silbermedaille bei den japanischen Meisterschaften über die 15 Kilometer. Am Saisonende gelang ihm in Tōkamachi der Gewinn eines weiteren FIS-Rennens.
Parallel zu seiner Skilanglaufkarriere betreibt Yamamoto seit etwa 2020 auch den Biathlonsport. Sein Debüt im IBU-Cup gab er zu Beginn der Saison 2021/22, erreichte aber nur in einem von vier Wettkämpfen einen Platz unter den besten 100. Erst im Winter 2023/24 häuften sich Yamamotos Rennteilnahmen und er lief im IBU-Cup mehrfach unter die Top 60. Daraufhin gab er in Oberhof auch seinen Einstand im Weltcup, wurde aber im Sprint nach sechs Fehlern abgeschlagener Letzter. Trotz dessen wurde der Japaner für die Weltmeisterschaften nominiert und belegte die Ränge 98 und 88 in Einzel und Sprint. In der Saison 2024/25 lief er wieder vermehrt auf der zweiten Wettkampfebene und gewann in zwei Sprints mit jeweils Rang 36 seine ersten Ranglistenpunkte. Im Februar 2025 gelang dem Japaner sein bisher größter Karriereerfolg, da er gemeinsam mit Kiyomasa Ojima, Mikito Tachizaki und Tsukasa Kobonoki die Goldmedaille im Staffelrennen der Asienspiele gewinnen konnte.

## Statistiken

### Weltcupplatzierungen
Die Tabelle zeigt alle Platzierungen (je nach Austragungsjahr einschließlich Olympische Spiele und Weltmeisterschaften).
- 1.–3. Platz: Anzahl der Podiumsplatzierungen
- Top 10: Anzahl der Platzierungen unter den ersten zehn (einschließlich Podium)
- Punkteränge: Anzahl der Platzierungen innerhalb der Punkteränge (einschließlich Podium und Top 10)
- Starts: Anzahl gelaufener Rennen in der jeweiligen Disziplin
- Staffel: inklusive Mixed- und Single-Mixed-Staffeln

| Platzierung               | Einzel | Sprint | Verfolgung | Massenstart | Staffel | Gesamt |
| ------------------------- | ------ | ------ | ---------- | ----------- | ------- | ------ |
| 1. Platz                  |        |        |            |             |         |        |
| 2. Platz                  |        |        |            |             |         |        |
| 3. Platz                  |        |        |            |             |         |        |
| Top 10                    |        |        |            |             |         |        |
| Punkteränge               |        |        |            |             |         |        |
| Starts                    | 2      | 2      |            |             |         | 4      |
| Stand: Saisonende 2024/25 |        |        |            |             |         |        |

### Biathlon-Weltmeisterschaften
Ergebnisse bei den Weltmeisterschaften:
| Weltmeisterschaften | Weltmeisterschaften | Einzelwettbewerbe | Einzelwettbewerbe | Einzelwettbewerbe | Einzelwettbewerbe | Staffelwettbewerbe | Staffelwettbewerbe | Staffelwettbewerbe |
| Jahr                | Ort                 | Einzel            | Sprint            | Verfolgung        | Massenstart       | Herrenstaffel      | Mixedstaffel       | S.-M.-Staffel      |
| ------------------- | ------------------- | ----------------- | ----------------- | ----------------- | ----------------- | ------------------ | ------------------ | ------------------ |
| 2024                | Nové Město          | 98.               | 88.               | –                 | –                 | –                  | –                  | –                  |